# Kolchak: The Night Stalker
The Night Stalker es una serie de televisión estrenada en la ABC durante la temporada del 1974—75. Del género de horror-crimen.
Un reportero investigador llamado Carl Kolchak, interpretado por Darren McGavin, quien trabaja para el SIN (Servicio Independiente de Noticias), resuelve extraños sucesos tanto en la ciudad de Chicago como fuera de ella. En su afán de hallar la verdad se inmiscuye en cada situación hasta el punto de poner en riesgo su vida. Todos los casos que Kolchak investiga tienen elementos sobrenaturales o de ciencia ficción que les dan un carácter terrorífico, por ello nadie le cree y nunca llega a publicarlos.

## Episodios
- Capítulo 1: El destripador
- Capítulo 2: El zombie
- Capítulo 3: Ellos fueron, Ellos son, Ellos serán
- Capítulo 4: El vampiro
- Capítulo 5: El Hombre Lobo
- Capítulo 6: Piromanía Diabólica
- Capítulo 7: La Plataforma del Diablo
- Capítulo 8: El Diablero
- Capítulo 9: El Hombre Musgo
- Capítulo 10: El Devorador de Energía
- Capítulo 11: Terror en el vecindario
- Capítulo 12: Mister Ring
- Capítulo 13: Grito Primitivo
- Capítulo 14: La colección Trevi
- Capítulo 15: El Jinete Decapitado
- Capítulo 16: El Demonio
- Capítulo 17: Legado de Terror
- Capítulo 18: El Caballero Asesino
- Capítulo 19: La Asesina de Jóvenes
- Capítulo 20: El Vigilante

- Datos: Q1290328